# Diecezja Catarman
Diecezja Catarman (łac. Diœcesis Catarmaniensis) – diecezja rzymskokatolicka na Filipinach, sufragania metropolii Palo. Powstała w 1974 z części terenów diecezji Borongan i diecezji Calboyog.

## Główne świątynie
- Katedra: Katedra Zwiastowania Najświętszej Maryi Panny w Catarman

## Lista biskupów
- Angel Hobayan (1974–2005)
- Emmanuel Trance (2005–2023)
- Nolly Buco (od 2025)